# Rosa maximowicziana
Rosa maximowicziana es una especie de planta del género Rosa, de la familia Rosaceae.

## Taxonomía
Rosa maximowicziana fue descrita por Regel en 1878.

## Distribución
Se encuentra en el territorio centro-norte de China, Corea, Manchuria y Primorie.